# Peter Krebs (Handballspieler)
Peter „Piet“ Krebs (* 9. Juni 1957 in Olsztyn) ist ein ehemaliger Handballspieler und Sportjournalist.

## Spieler
Peter Krebs spielte von 1978 bis 1990 in insgesamt 300 Handball-Bundesliga-Spielen und wurde während seiner aktiven Laufbahn mit den Vereinen GWD Minden und TUSEM Essen mehrfach Deutscher Meister und Pokalsieger. Er galt als einer der besten Abwehrspieler auf internationalem Parkett. Mit GWD Minden gewann er in seinem zweiten Vereinsjahr den DHB-Pokal 1979. Nach seinem Wechsel zu TUSEM Essen feierte der Abwehrspezialist mit seinen Mannschaftskollegen, unter anderem Alfreð Gíslason, Jochen Fraatz und Stefan Hecker, innerhalb von vier Spielzeiten fünf Titelgewinne. Die Ära gilt bis heute als die erfolgreichste Zeit von TUSEM Essen. Am Jahresende 1992 schloss sich Krebs dem Regionalligisten TVB Hamburg an.

## Journalist
Piet Krebs studierte außerdem von 1983 bis 1989 an der Universität Dortmund Diplom-Journalistik. Seine Diplomarbeit beschäftigte sich mit dem Thema Sport Bild – Strategie und Neuentwicklung einer Sportzeitschrift. Nach Beendigung seines Studiums und seiner aktiven Handball-Karriere arbeitete Piet Krebs unter anderem von 1992 bis 2000 als Chef vom Dienst für das Sat.1 Fernsehen und war in dieser Funktion auch verantwortlich für die Sportsendung ran. 2001 wechselte Krebs als stellvertretender Chefredakteur zum damaligen DSF (Deutsches Sportfernsehen; heute Sport1). Von 2006 bis 2009 war er außerdem Geschäftsführer der Betriebsgesellschaft des Handball-Bundesligisten HSV Hamburg. Danach arbeitete er für Sportredaktionen diverser TV-Sender und gastierte regelmäßig als Dozent an der Medienakademie in Hamburg, Berlin und München. Die von ihm verantwortete Sendung zur NFL-Liga im American Football ranNFL erhielt 2019 und 2022 den Deutschen Fernsehpreis. In Stefan Kretzschmars Autobiographie Hölleluja – Warum Handball der absolute Wahnsinn ist schilderte er als Gastautor die harten und wilden 1980er Jahre im Hallenhandball.
Piet Krebs lebt auf dem Priwall an der Ostsee. Er ist verheiratet und hat einen Sohn. Seine Frau Gabriele Krebs stand regelmäßig als Expertin für HSE24 vor der Kamera und hat 2017 das Buch Schicksal, schau mal – Vier Sternenkinder und ein Max veröffentlicht.

## Erfolge als Spieler
- Deutscher Meister (3): 1986, 1987, 1989 mit TUSEM Essen
- DHB-Pokalsieger (2): 1979 mit GWD Minden, 1988 mit TUSEM Essen
- Europapokal der Pokalsieger (1): 1989 mit TUSEM Essen